# Saint-André-du-Bois
 Saint-André-du-Bois  es una población y comuna francesa, situada en la región de Aquitania, departamento de Gironda, en el distrito de Langon y cantón de Saint-Macaire.

## Demografía
| 486 | 470 | 411 | 392 | 421 | 388 |
| Para los censos de 1962 a 1999 la población legal corresponde a la población sin duplicidades (Fuente: INSEE [Consultar]) |     |     |     |     |     |